# Alain Côté (hockey sur glace, 1957)
Pour les articles homonymes, voir Côté (homonymie) et Alain Côté.
Alain Côté (né le 3 mai 1957 à Matane, ville du Québec au Canada) est un joueur professionnel de hockey sur glace.

## Carrière
Il commence sa carrière dans la Ligue de hockey junior majeure du Québec en 1974 avec les Saguenéens de Chicoutimi. En 1977, il participe aux repêchages des deux grandes ligues majeures d'Amérique du Nord. Choisi par les Nordiques de Québec de l'Association mondiale de hockey lors de la cinquième ronde (47e choix) et par les Canadiens de Montréal de la Ligue nationale de hockey en troisième ronde, il va faire un choix peu courant à l'époque et signer un contrat avec l'équipe de l'AMH.
Il joue le début de 1977-1978 dans la Ligue américaine de hockey avec les Gulls de Hampton, mais est appelé en cours de la saison AMH pour jouer avec les Nordiques. En 1979, à la fin de l'AMH, il va suivre l'équipe des Nordiques lors de leur passage au sein de la Ligue nationale de hockey.
Pour sa dernière saison professionnelle, il joue aux côtés du jeune Joe Sakic, ce dernier étant obligé d'abandonner le 19, son numéro fétiche, alors porté par Côté, au profit du 88.
En 2009, Alain fait maintenant partie de l'équipe NAPA et gère des magasins associés dans l'est du Québec.

### But refusé
Le 28 avril 1987, les Canadiens de Montréal et les Nordiques de Québec s'affrontent dans le cadre du 5e match de la série finale de la division Adams au forum de Montréal. Chaque équipe a gagné deux matches et la marque est égale à 2-2 avec trois minutes à faire en 3e période lorsqu'Alain Côté envoie la rondelle sur le gant de Brian Hayward.
La joie des visiteurs est toutefois rapidement assombrie par l'arbitre de la rencontre, Kerry Fraser, qui annule le but et décerne une pénalité à Paul Gillis des Nordiques pour obstruction, ce qui enrage l'entraîneur des Nordiques, Michel Bergeron et avec lui, les partisans de l'équipe québécoise. Les Montréalais remportent le match, avec un but de Ryan Walter, et la série quatre jours plus tard à Montréal.
Longtemps après les événements, la controverse alimente encore des discussions enflammées entre les partisans des deux villes,.

## Statistiques
| Saison     | Équipe                   | Ligue      |     | Saison régulière | Saison régulière | Saison régulière | Saison régulière | Saison régulière |   | Séries éliminatoires | Séries éliminatoires | Séries éliminatoires | Séries éliminatoires | Séries éliminatoires |
| Saison     | Équipe                   | Ligue      | PJ  | B                | A                | Pts              | Pun              | PJ               | B | A                    | Pts                  | Pun                  |                      |                      |
| 1974-1975  | Saguenéens de Chicoutimi | LHJMQ      | 57  | 15               | 29               | 44               | 43               | -                | - | -                    | -                    | -                    |                      |                      |
| 1975-1976  | Saguenéens de Chicoutimi | LHJMQ      | 72  | 35               | 49               | 84               | 93               | -                | - | -                    | -                    | -                    |                      |                      |
| 1976-1977  | Saguenéens de Chicoutimi | LHJMQ      | 56  | 42               | 45               | 87               | 86               | -                | - | -                    | -                    | -                    |                      |                      |
| 1977-1978  | Gulls de Hampton         | LAH        | 36  | 15               | 17               | 32               | 38               | -                | - | -                    | -                    | -                    |                      |                      |
| 1977-1978  | Nordiques de Québec      | AMH        | 27  | 3                | 5                | 8                | 8                | 11               | 1 | 2                    | 3                    | 0                    |                      |                      |
| 1978-1979  | Nordiques de Québec      | AMH        | 79  | 14               | 13               | 27               | 23               | 4                | 0 | 0                    | 0                    | 2                    |                      |                      |
| 1979-1980  | Firebirds de Syracuse    | LAH        | 6   | 0                | 5                | 5                | 9                | -                | - | -                    | -                    | -                    |                      |                      |
| 1979-1980  | Nordiques de Québec      | LNH        | 41  | 5                | 11               | 16               | 13               | -                | - | -                    | -                    | -                    |                      |                      |
| 1980-1981  | Americans de Rochester   | LAH        | 23  | 1                | 6                | 7                | 14               | -                | - | -                    | -                    | -                    |                      |                      |
| 1980-1981  | Nordiques de Québec      | LNH        | 51  | 8                | 18               | 26               | 64               | 4                | 0 | 0                    | 0                    | 6                    |                      |                      |
| 1981-1982  | Nordiques de Québec      | LNH        | 79  | 15               | 16               | 31               | 82               | 16               | 1 | 2                    | 3                    | 8                    |                      |                      |
| 1982-1983  | Nordiques de Québec      | LNH        | 79  | 12               | 28               | 40               | 45               | 4                | 0 | 3                    | 3                    | 0                    |                      |                      |
| 1983-1984  | Nordiques de Québec      | LNH        | 77  | 19               | 24               | 43               | 41               | 9                | 0 | 2                    | 2                    | 17                   |                      |                      |
| 1984-1985  | Nordiques de Québec      | LNH        | 80  | 13               | 22               | 35               | 31               | 18               | 5 | 5                    | 10                   | 11                   |                      |                      |
| 1985-1986  | Nordiques de Québec      | LNH        | 78  | 13               | 21               | 34               | 29               | 3                | 1 | 0                    | 1                    | 0                    |                      |                      |
| 1986-1987  | Nordiques de Québec      | LNH        | 80  | 12               | 24               | 36               | 38               | 13               | 2 | 3                    | 5                    | 2                    |                      |                      |
| 1987-1988  | Nordiques de Québec      | LNH        | 76  | 4                | 18               | 22               | 26               | -                | - | -                    | -                    | -                    |                      |                      |
| 1988-1989  | Nordiques de Québec      | LNH        | 55  | 2                | 8                | 10               | 14               | -                | - | -                    | -                    | -                    |                      |                      |
| Totaux AMH | Totaux AMH               | Totaux AMH | 106 | 17               | 18               | 35               | 31               | 15               | 1 | 2                    | 3                    | 2                    |                      |                      |
| Totaux LNH | Totaux LNH               | Totaux LNH | 696 | 103              | 190              | 293              | 383              | 67               | 9 | 15                   | 24                   | 44                   |                      |                      |